# Xylodromus depressus
Xylodromus depressus är en skalbaggsart som först beskrevs av Johann Ludwig Christian Gravenhorst 1802.  Xylodromus depressus ingår i släktet Xylodromus, och familjen kortvingar. Arten är reproducerande i Sverige.